# Braune Schmuckwanze

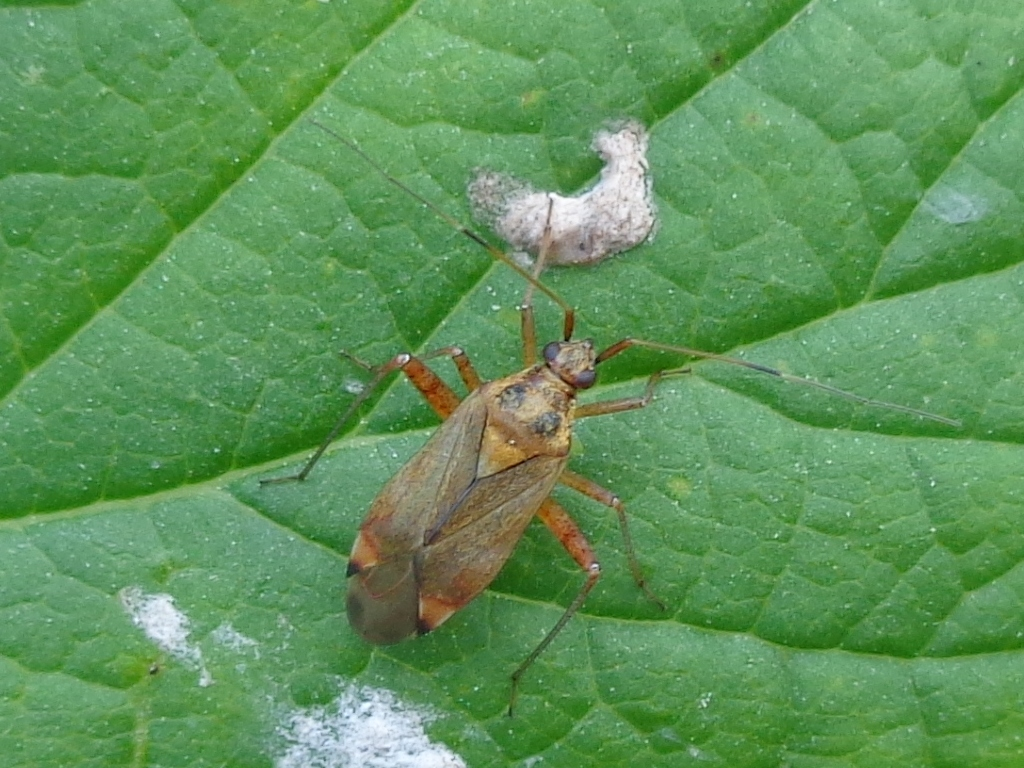
Hellere Form

Die Braune Schmuckwanze (Closterotomus fulvomaculatus), auch Rotgelbgefleckte Schmuckwanze genannt, ist eine Wanzenart aus der Familie der Weichwanzen (Miridae).

## Merkmale
Die Wanzen werden 5,8 bis 7,1 Millimeter lang. Die verhältnismäßig großen Wanzen sind überwiegend bräunlich gefärbt und haben eine Körperoberseite, die mit abgeflachten, goldenen Haaren bedeckt ist. Sie können auf Grund ihrer ziemlich langen Fühler und der verhältnismäßig langen Schenkel (Femora) der Hinterbeine mit Phytocoris-Arten verwechselt werden, sind jedoch leicht bestimmbar.

## Vorkommen und Lebensraum
Die holarktische Art ist in ganz Europa und östlich bis Sibirien und über Zentralasien bis nach Japan und Korea verbreitet und kommt auch in Alaska und Kanada vor. In Deutschland und Österreich ist sie weit verbreitet und besonders südlich der Mittelgebirge nicht selten. Besiedelt werden feuchtere, halbschattige Lebensräume.

## Lebensweise
Die Wanzen ernähren sich zoophytophag und möglicherweise sogar überwiegend räuberisch und leben vorwiegend auf verschiedenen Laubbaumarten und beerentragenden Sträuchern wie etwa Weiden (Salix), Eschen (Fraxinus), Erlen (Alnus), Birken (Betula), Schlehdorn (Prunus spinosa), Faulbaum (Rhamnus frangula), Purgier-Kreuzdorn (Rhamnus cathartica), Weißdornen (Crataegus) und Rubus-Arten. Seltener findet man sie auch auf krautigen Pflanzen wie etwa Mädesüß (Filipendula) und Brennnesseln (Urtica). Sie tritt zumindest in England als Schädling an Hopfen auf. Die Wanzen saugen vor allem an den Fruchtknoten und unreifen Früchten ihrer Wirtspflanzen sowie an Blattläusen. Die adulten Wanzen kann man von Anfang Mai bis August beobachten. Nur vereinzelte Tiere überleben etwas länger.

## Entwicklungsstadien

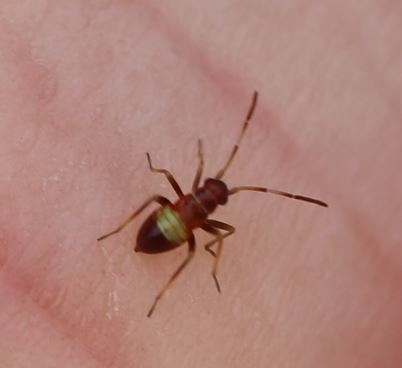
Jungnymphe
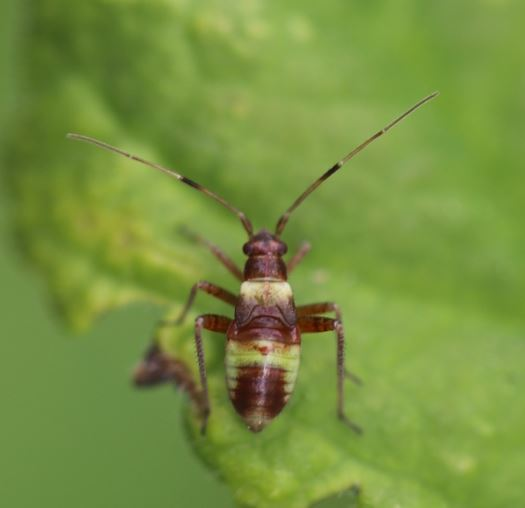
Mittelreife Nymphe
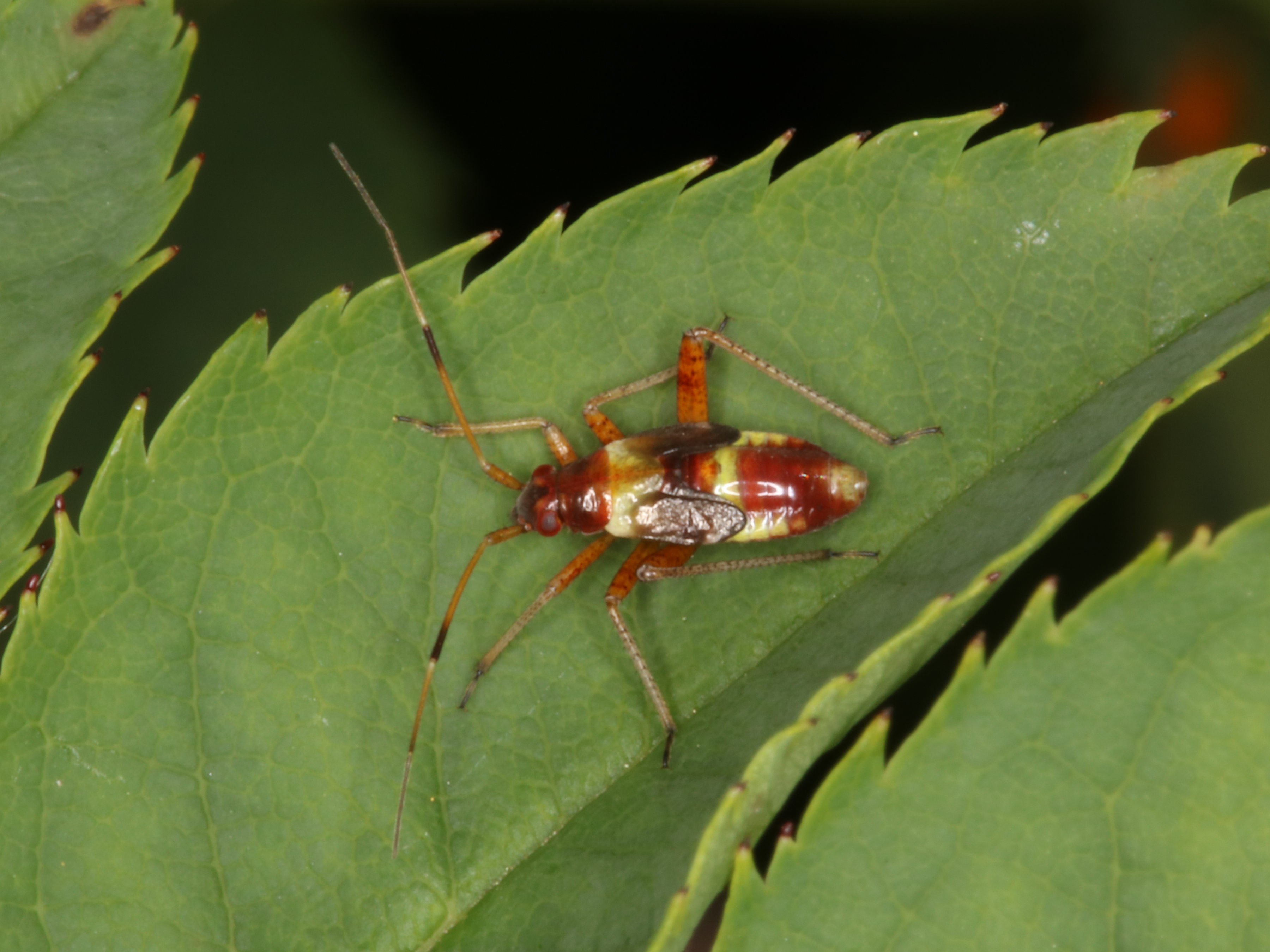
Reife Nymphe

## Belege